# اصیل‌ها
اصیل‌ها (به انگلیسی: The Originals) یک مجموعهٔ تلویزیونی آمریکایی ماوراءالطبیعه درام و یک اسپین-آف از سریال خاطرات خون‌آشام است که از ۳ اکتبر ۲۰۱۳ از شبکه سی دابلیو پخش آن آغاز شد و در ۱ اوت ٢۰۱٨ پس از ۵ فصل به پایان رسید.

## خلاصه داستان
این سریال بر اساس شخصیت‌های رمان خاطرات خون‌آشام ساخته شده‌است بنابراین تعدادی از بازیگرانی که در سریال خاطرات خون‌آشام ایفای نقش کرده‌اند مثل جوزف مورگان (کلاوس)، دنیل گیلیز (الایژا) و کلر هولت (ربکا) در سریال اصیل‌ها هم همان نقشها را به عهده دارند. این سریال در شهر نیواورلینز آمریکا، فیلم برداری شده‌است.

محور اصلی داستان خانواده مایکلسون، خون‌آشام‌های اصیل و اولین خون‌آشام‌های تاریخ است. کلاوس (جوزف مورگان)، الایژا (دنیل گیلیز) و ربکا (کلر هولت).

داستان از جایی شروع می‌شود که کلاوس مایکلسون، اصیل و دورگهٔ اصیل خون‌آشام-گرگینه به محلهٔ فرانسوی‌های نیواورلینز، شهری که خانوادهٔ مایکلسون ۳۰۰ سال پیش آن را بنا کرده‌اند و به شهر نیروهای ماوراءالطبیعه معروف است بازمی‌گردد!

الایژا برای کمک به کلاوس خواهرش، ربکا را تنها گذاشته و به کمک برادرش می‌رود و پس از کمی تحقیق می‌فهمد که هِیلی (فیبی تانکین)، گرگینه‌ای زیبا که قبلاً با برادرش رابطه داشته و اکنون از او باردار است، به دست جادوگری به نام سوفی دِوِرُوکس (دنیلا پیندا) گروگان گرفته شده.

زمانی که سوفی مایکلسون‌ها را از اخباری که زندگیشان را تغییر می‌دهد با خبر می‌کند الایژا می‌فهمد که شانس دوباره‌ای به خانوادهٔ اصیل‌ها روی آورده تا دوباره خانواده را سرپا کند، زیرا خون‌آشام‌ها با وجود زندگی جاودانه، قادر به آوردن فرزند نیستند اما به دلیل نیمه گرگینه بودن، کلاوس توانسته دارای فرزند شود.

الایژا برادر بزرگتر و محترم خانواده که همیشه می‌خواسته انسجام خانواده‌اش را حفظ کند و رفتارهای بی‌رحمانه و وحشیانهٔ برادر کوچکتر را کنترل کند، تمام تلاش خود را برای سالم نگه داشتن هیلی و فرزند او می‌کند و امیدوار است که این فرزند از یک جهت نسل خانواده را ادامه دهد و از جهت دیگر کلاوس با تجربهٔ حس پدر شدن رویه‌اش را عوض کند چرا که رفتارهای ناهنجار کلاوس به این خاطر است که پدر او مایکل (سباستین روچه) همیشه رفتارهای وحشیانه و بی‌رحمانه‌ای نسبت به کلاوس داشته‌است و کلاوس همیشه در حسرت مهربانی پدر می‌ماند و آلایژا امیدوار است برادرش با تجربهٔ مهر پدرانه سرانجام صدمات روحی گذشته را فراموش کند.

حالا شهر پر از انسان‌ها، خون‌آشام‌ها و جادوگرهاست و گرگینه‌هایی که به حاشیهٔ شهر رانده شده‌اند. کنترل شهری که اصیل‌ها بنا کرده‌اند حالا در دست دوست و دشمن قدیمی کلاوس، مارسل (چارلز مایکل دیویس) است که آن‌ها تصور می‌کردند سال‌ها پیش کشته شده اما حالا با همراهی خون‌اشامهای دیگر خانه و تاج و تخت آن‌ها را در اختیار گرفته‌است و کلاوس سوگند می‌خورد که پادشاهی شهر را دوباره به دست بیاورد و این کار تنها با کنار زدن مارسل امکان پذیر است...

سریال داستان روابط خانوادهٔ مایکلسون و نژادهای مختلف حاضر در شهر در بین خودشان و با یکدیگر است. قصهٔ اعتماد و بی‌اعتمادی، عشق و نفرت، بخشش و انتقام، خیانت و وفاداری، تلاش بعضی برای برقراری صلح بین نژادها و دسته‌ها و تلاش خونین و خیانت‌آمیز بعضی دیگر برای زیر سلطه درآوردن نژادهای دیگر.
گفتنی است در این سریال، پل وسلی (بازیگر نقش استفن سالواتوره در سریال خاطرات خون آشام) ، یک قسمت (فصل سوم قسمت 14) به صورت مهمان حضور یافته است.

## بازیگران
| بازیگر            | نقش                        | فصل  | فصل  | فصل   | فصل   | فصل   |
| بازیگر            | نقش                        | ۱    | ۲    | ۳     | ۴     | ۵     |
| ----------------- | -------------------------- | ---- | ---- | ----- | ----- | ----- |
| جوزف مورگان       | نیکلاوس مایکلسون           | اصلی | اصلی | اصلی  | اصلی  | اصلی  |
| دنیل گیلیز        | الایژا مایکلسون            | اصلی | اصلی | اصلی  | اصلی  | اصلی  |
| فیبی تانکین       | هیلی مارشال                | اصلی | اصلی | اصلی  | اصلی  | مکمل  |
| چارلز مایکل دیویس | مارسلوس "مارسل" جرارد      | اصلی | اصلی | اصلی  | اصلی  | اصلی  |
| دانیل کمبل        | داوینا کلیر                | اصلی | اصلی | اصلی  | مکمل  | مهمان |
| لیه پایپس         | کمیل اوکانل                | اصلی | اصلی | اصلی  | مهمان | مهمان |
| کلر هولت          | ربکا مایکلسون              | اصلی | اصلی | اصلی  | اصلی  | اصلی  |
| رایلی ولکل        | فریا مایکلسون              |      | مکمل | اصلی  | اصلی  | اصلی  |
| یوسف گیتوود       | وینسنت گریفیت/فین مایکلسون |      | اصلی | اصلی  | اصلی  | اصلی  |
| استیون کروگر      | جاشوا "جاش"روسزا           | اصلی | مکمل | مهمان | مهمان | مکمل  |
| سباستین روچه      | مایکل مایکلسون             | '    | مکمل | مهمان | مهمان | مهمان |
| ناتائیل بازولیک   | کول مایکلسون               |      | اصلی | مکمل  | مکمل  | مکمل  |
| نیتن پارسونز      | جکسون کنر                  | مکمل | اصلی | مکمل  | مهمان | مهمان |
| سامر فونتانا      | هوپ مایکلسون (کودکی)       |      |      |       | اصلی  | مهمان |
| دنیل رز راسل      | هوپ مایکلسون (نوجوانی)     |      |      |       |       | اصلی  |
| پل وسلی           | استفن سالواتوره            |      |      | مهمان |       |       |